# HMCS Barrie (1940)
HMCS Barrie (K138) (с англ. — «Его Величества Канадский Корабль «Барри»») — корвет типа «Флауэр», служивший в Королевском военно-морском флоте Канады в годы Второй мировой войны. Назван в честь города Барри канадской провинции Онтарио. Нёс службу в составе Сиднейских и Западных местных конвойных сил. После войны продолжил службу в составе Военно-морских сил Аргентины.

## Проект «Флауэр»

### Общее описание
Корветы типа «Флауэр», состоявшие на вооружении Королевского ВМФ Канады во время Второй мировой войны (такие, как «Барри»), отличались от более ранних и традиционных корветов с днишевыми колонками. Французы использовали наименование «корвет» для обозначения небольших боевых кораблей; некоторое время британский флот также использовал этот термин вплоть до 1877 года. В 1930-е годы в канун войны Уинстон Черчилль добился восстановления класса «корвет», предложив называть так маленькие корабли сопровождения, схожие с китобойными судами. Новому типу корветов было присвоено название «Флауэр»; корветам, как следовало из наименования этого типа, присваивали имена цветов.
Корветы, принятые на вооружение Королевским военно-морским флотом Канады, были названы преимущественно в честь канадских местечек, жители которых участвовали в строительстве кораблей. Эту идею отстаивал адмирал Перси Уокер Неллз. Компании, финансировавшие строительство, как правило, были связаны с местечками, в честь которых был назван каждый корвет. Корветы британского флота занимались сопровождением в открытом море, корветы канадского флота — береговой охраной (играя преимущественно вспомогательную роль) и разминированием. Позже канадские корветы были доработаны так, чтобы нести службу и в открытом море.

### Технические характеристики
Корветы типа «Флауэр» имели следующие главные размерения: длина — 62,5 м, ширина — 10 м, осадка — 3,5 м. Водоизмещение составляло 950 т. Основу энергетической установки составляла 4-тактная паровая машина тройного расширения и два котла мощностью 2750 л.с. (огнетрубные котлы Scotch у корветов программы 1939—1940 годов и водотрубные у корветов программы 1940—1941 годов). Тип «Флауэр» мог развивать скорость до 16 узлов, его автономность составляла 3500 морских миль при 12 узлах, а экипаж варьировался от 85 (программа 1939—1940 годов) до 95 человек (программа 1940—1941 годов).
Главным орудием корветов типа «Флауэр» было 102-мм морское орудие Mk IX. Зенитное вооружение состояло из спаренных 12,7-мм пулемётов Vickers и 7,7-мм пулемётов Lewis, позже заменённых на сдвоенные 20-мм пушки «Эрликон» и одиночные 40-мм орудия Mk VIII. В качестве противолодочного оружия использовались бомбосбрасыватели Mk II. Роль радиолокационного оборудования играли радары типа SW1C или 2C, которые по ходу войны были заменены на радары типа 271 для наземного и воздушного обнаружения, а также радары типа SW2C или 2CP для предупреждения о воздушной тревоге. В качестве сонаров использовались гидроакустические станции типа 123A, позже заменённые на типы 127 DV и 145.

## Строительство
«Барри» заказан 1 февраля 1940 года в рамках программы строительства корветов типа «Флауэр» на 1939 и 1940 годы. Заложен 4 апреля 1940 года компанией «Collingwood Shipyards Ltd.» в Коллингвуде, Онтарио. Спущен на воду 23 ноября 1940 года и принят в состав КВМФ Канады 12 мая 1941 года. За время службы перенёс два крупных ремонта: в сентябре 1941 года (два месяца на исправление дефектов) и с середины марта 1944 года (ремонт проводила компания Thompson Brothers в Ливерпуле (Новая Шотландия), установив более крупный бак).

## Служба
«Барри» начал службу в Сиднейских конвойных силах. 3 сентября 1941 года отправился сопровождать конвой SC-43, но из-за серьёзных неисправностей покинул группу сопровождения и ушёл в Белфаст на ремонт. После ремонта продолжил исполнять обязанности по сопровождению конвоев до мая 1942 года. 9 февраля 1942 года экипажем «Барри» были подобраны 38 выживших с борта британского сухогруза «Эмпайр Фузильер», которое было торпедировано субмариной U-85 и затонуло к юго-востоку от Сент-Джона.
С мая 1942 года и до конца войны пребывал в составе Западных местных конвойных сил. В июне 1943 года вступил в конвойную группу W-1, в составе которой находился всю войну (кроме нескольких месяцев 1944 года в составе группы W-8).
26 июня 1945 года «Барри» был исключён из списка КВМФ Канады в Сорель-Трейси. В 1947 году он был продан Аргентине и переименован в «Гасестадо» (исп. Gasestado), а в 1957 году включён в состав ВМС Аргентины как гидрографическое судно под названием «Капитан Канера» (исп. Capitán Cánepa). В этом качестве он использовался вплоть до 1972 года, пока не был продан и разрезан на металл.

## Командиры
С момента принятия корвета «Барри» в состав КВМФ Канады и до завершения боевых действий Второй мировой войны в Европе корветом командовали следующие офицеры:
| Воинское звание   | Имя командира         | Оригинал имени        | Начало службы  | Конец службы   |
| ----------------- | --------------------- | --------------------- | -------------- | -------------- |
| Лейтенант         | Рой Милтон Мошер      | Roy Milton Mosher     | 12 мая 1941    | 9 января 1942  |
| Шкиппер-лейтенант | Джордж Норвал Дауни   | George Norval Downey  | 10 января 1942 | 28 марта 1942  |
| Лейтенант         | Рой Милтон Мошер      | Roy Milton Mosher     | 29 марта 1942  | 13 марта 1943  |
| Лейтенант         | Гарри Огилви Магилл   | Harry Ogilvie Magill  | 14 марта 1943  | 8 октября 1943 |
| Лейтенант         | Дуглас Рэнни Уотсон   | Douglas Rannie Watson | 9 октября 1943 | 18 марта 1944  |
| Лейтенант         | Гарри Огилви Магилл   | Harry Ogilvie Magill  | 19 марта 1944  | 15 июня 1944   |
| Лейтенант         | Уилфред Дэвид Стоквис | Wilfred David Stokvis | 16 июня 1944   | 26 июня 1945   |

## Комментарии
1. ↑  По другим данным — лейтенант-коммандер[16]